# Lale Behzadi
Lale Behzadi (* 18. Mai 1969) leitet seit Mai 2024 das Amt für Weiterbildung und Kultur in Berlin-Mitte. Sie ist eine deutsch-iranische Literaturwissenschaftlerin und war bis April 2024 als Professorin für Arabistik tätig.

## Familie
Lale Behzadi ist die Tochter der DDR-Bürgerin Brigitte Stark und des iranischen Mitglieds der kommunistischen Tudeh-Partei, Manoutcher Behzadi, der während der Herrschaft des Schah in die DDR geflüchtet war. Nach der Islamischen Revolution im Jahr 1979 zog die Familie in den Iran. Als dort zu Beginn der achtziger Jahre die Verfolgung von linksgerichteten Oppositionellen zunahm, kehrte ihre Mutter mit den Kindern in die DDR zurück. Behzadis Vater blieb jedoch im Iran, wurde schließlich verhaftet, gefoltert und im Gefängnis umgebracht.

## Studium und wissenschaftliche Laufbahn
Lale Behzadi studierte von 1987 bis 1991 Nahostwissenschaften und Germanistik an der Universität Halle. Danach belegte sie bis 1995 Arabistik, Islamwissenschaft, Deutsche Philologie sowie Iranistik an der Universität Göttingen und an der Universität Kairo. Sie schloss 1995 ihre Promotion über experimentelle ägyptische Kurzprosa ab, und arbeitete dann als Buchhändlerin in Leipzig. 1997 bis 1998 war sie als wissenschaftliche Mitarbeiterin am Institut für Semitistik und Islamwissenschaft der Universität Jena beschäftigt. Sie nahm außerdem Lehraufträge an den Universitäten Halle und Leipzig wahr. Dann war sie von 1999 bis 2004 als wissenschaftliche Assistentin in der Arabistik der Universität Göttingen angestellt und habilitierte in dieser Zeit über Sprachphilosophie bei al-Jāḥiẓ. Darauf folgte ein Forschungsaufenthalt im Libanon, u. a. an der Amerikanischen Universität Beirut. 2008 bis 2009 verbrachte sie als Oberassistentin an der Universität Göttingen.
2009 folgte sie einem Ruf auf die Professur für Arabistik an der Universität Bamberg. Einen Ruf auf den Lehrstuhl für Arabische Literatur und Kultur der Universität Amsterdam (2009) lehnte sie ebenso ab wie einen Ruf auf die W3-Professur für Arabistik an der Freien Universität Berlin (2013).

## Veröffentlichungen (Auswahl)
- zusammen mit Peter Konerding und Christian Nerowski: Arabisch als moderne Fremdsprache im Schulunterricht, in: Zeitschrift für Interkulturellen Fremdsprachenunterricht. Band 24, Nr. 2, Oktober 2019, ISSN 1205-6545, S. 405–425.
- „Vernachlässige deine Begabung nicht!“ Die Pflicht zur Bildung im Islam, in: Gottesgedanken, hrsg. von Reinhard Feldmeier und Monika Winet, Tübingen 2016, S. 183–189
- als Herausgeberin zusammen mit Jaakko Hämeen-Anttila: Concepts of Authorship in Pre-Modern Arabic Texts (Bamberger Orientstudien 7), Bamberg 2015
- ChickLit und Literaturskandal – die "Girls von Riad" als interkulturelles Missverständnis, in: Bamberger Orientstudien Bd. 1, hrsg. von Lale Behzadi et al., Bamberg 2014, S. 97–133.
- Sprache und Verstehen: al-Ǧāḥiẓ über die Vollkommenheit des Ausdrucks, Wiesbaden 2009
- Ausblick und Spiegelung: Goethes Faust in der arabischen Literatur, in: Orient und Okzident: Zur Faustrezeption in nicht-christlichen Kulturen, hrsg. von Jochen Golz und Adrian Hsia, Köln/Weimar 2008, S. 67–76.
- als Herausgeberin: Gelehrte Dichter, dichtende Gelehrte. Göttinger Symposium über arabische Dichtung zu Ehren von Peter Bachmann, anlässlich seines 65. Geburtstages veranstaltet von seinen Kollegen und Schülern im Februar 2001, Hildesheim 2003